# 卓詒約
卓詒約（1920年3月5日—卒年不詳 ）出身自台灣台中大甲岷山里，曾隸屬相撲道場花籠部屋的前大相撲力士，也曾隸屬日本職業摔角協會的摔角手，並且擔任過演員。藝名為羅生門綱五郎（らしょうもん つなごろう）。身高203cm，體重125kg。
是台灣首位相撲選手、摔角選手。

## 來歷
1940年（昭和15年）進入相撲道場花籠部屋，並以當時大日本帝國最高山的台灣新高山（即現在的玉山），將其力士名取名為新高山一郎（にいたかやま いちろう），1940年5月場所初次踏上土俵比賽。之後力士名改為泉錦（いずみにしき），1946年（昭和21年）11月離開相撲界，最高排名是幕下15枚目。之後進入日本職業摔角協會，並以巨人摔角手而出名。
多次出演日本與法國電影。其超過2公尺的高大身材，就算是在作品中也充滿著奇異的存在感。並以在黑澤明導演的電影『用心棒』中，演出反派「丑寅」其中一個手下「閂（かんぬき）」而出名，還在電影中將三船敏郎扮演的桑畑三十郎摔出去。在電影『ヒマラヤ無宿 心臓破りの野郎ども』，則是扮演因為目擊殺人現場而被追殺的雪男角色。在『用心棒』等作品有許多台詞。
1966年（昭和41年）。在人氣超高的上方喜劇《手足之家·綠笠》（朝日廣播社）中擔任嘉賓，在朝日廣播社演播室（大阪市大淀區，現北區）拍攝一場扔出五個小偷的打鬥場面時，由於舞台狹窄，站面不穩，導致左腳踝骨折。由於其異常的體型和體重，事故所造成的損傷遠超常人，雖在大阪的醫院反覆治療，卻始終無法完全康復，轉送到東京都北玉郡清瀨町（現清瀨市）的國立東京醫院後，左腳踝仍然麻木和疼痛，甚至連行走都很困難。在事故發生四年後，仍然沒有完全康復。1970年1月，朝日廣播公司在東京地方法院八王子分院遭法院起訴，要求賠償約700萬日元，理由是「事故是由於電視公司疏忽大意，未能事先檢查舞台設備而造成的」。。
1976年返台，曾於臺北劍潭青年活動中心進行角力和柔道的指導。
此後行蹤未知，直到目前為止依然生死不明。

## 被誤會為巨人馬場
由於卓詒約出生自日治時代的台灣，不僅看起來像日本人，還會一口流利的日文，還因為他長得又高又瘦，然後相貌特徴又與知名摔角手‧巨人馬場極端相似（眼睛細長，顴骨明顯突出），加上參與電影拍攝，所以經常讓觀眾誤以為他就是巨人馬場。就連新聞媒體也會將他誤報為馬場（但馬場除了演出廣告外，並未以演員身分參與影像作品的演出）。
電影
- 新諸国物語 七つの誓い 奴隷船の巻（1956年 - 1957年，東映），飾演反派力士。[4]
- 伝七捕物帖 美女蝙蝠（1957年，松竹）
- 藝妓男孩（The Geisha Boy，1958年，派拉蒙影業）
  - 傑利·路易斯主演的美國電影。羅生門在裡面扮演日本棒球隊的打者，對幫美國隊加油的傑利•路易斯大罵「混蛋」。
- 無法街の野郎ども（1959年，東映）。
- 水戸黄門 天下の副将軍（1959年，東映） - 月形龍之介，初代中村錦之助。
- 太陽の墓場（1960年，松竹） - 大島渚導演・編劇。
- 東方人（Le Orientali ，1960年），飾演飾演一位相撲選手。
- 新・二等兵物語 めでたく凱旋の巻（1961年，松竹）
- 用心棒（1961年，東寶） - 黑澤明導演。三船敏郎主演，仲代達矢。
- ヒマラヤ無宿 心臓破りの野郎ども（1961年，ニュー東映） - 片岡千惠藏的『無宿』系列第2作。佐久間良子，第2代水谷八重子。
  - 不知道是否與其藝名有關，所以他未出現在同樣黑澤作品的『羅生門』中。
- コレラの城（1964年，松竹） - 丹波哲郎製作・導演。
- 東京飛龍(又名OSS117之東京諜影。Atout coeur à Tokyo pour OSS 117，1966年，Gaumont)，飾演反派日本武士。[5]

舞台劇
- 満月城の冒険，1966。[6]

## 電視劇
- 原子小金剛（1959~1960年，松崎製作，每日放送，富士電視台） ，飾演科學怪人。

- 月光仮面（1958~1959年，宣弘社），於第4部12話(死の暗室)與13話(悪魔は自滅する)，飾演大使館職員。[7]

## 凸凹組合
在摔角界中，他與藤田山忠義的組合最為有名。藤田山與羅生門的共通點都是參與過大相撲（他從片男波部屋道場轉籍到花籠部屋而與羅生門為同門師兄弟），之後參與過摔角，還以演員身分演出黑澤的電影。不過兩人的身高卻有很明顯的差異。藤田山身高169cm，就算在摔角界中也是最矮的那一級，因此讓兩人因為外觀上的明顯身高差異而成為所謂的凸凹組合，並因此獲得一定人氣。

## 外部連結
- Namigoro Rashomon在互联网电影资料库（IMDb）上的資料（英文）